# Carlos Varela (musicien)
Pour les articles homonymes, voir Carlos Varela et Varela.
Carlos Varela, est un musicien cubain, né le 11 avril 1963 à la Havane qui représente de la nueva trova cubaine de la génération de musiciens tels que Santiago Feliú, Gerardo Alfonso et Frank Delgado, qui est postérieure à celle de Silvio Rodriguez, Pablo Milanes.
Au début des années 1990, Varela a fait plusieurs tournées à l'intérieur et à l'extérieur de Cuba avec Silvio Rodríguez et Pablo Milanés. En 1992, il publie son album "Monedas al Aire", où apparaît la chanson "Muro", une chanson que Miguel Bosé fera plus tard son single principal pour son album “11 Maneras de Ponerse el Sombrero” (WEA -1998).
Il a également intégré sa musique dans les bandes originales de plusieurs films cubains, tels que Las profecias de Amanda et Video de familia entre autres,,.
En juin 2015, pour célébrer 70 ans de relations diplomatiques ininterrompues avec Cuba, l'ambassade du Canada organise un concert où ils invitent Carlos Varela et son groupe à accueillir le groupe canadien Sam Roberts Band. Le San Roberts Band est pour plusieurs le groupe alternatif le plus important au Canada.
En novembre 2016, Varela a été invitée à participer à la 3e édition du festival Trovafest, considéré comme le plus grand festival de chanson d'auteur au monde qui se tient dans la ville de Querétaro, au Mexique et où d'autres auteurs-compositeurs-interprètes de renom étaient également présents à cette édition, tels que : Jorge Drexler, Ismael Serrano, Fernando Delgadillo, Alejandro Filio et Edgar Oceransky parmi beaucoup d'autres,.

## Discographie
| Année de publication | Título                            |
| 1989                 | Jalisco Park                      |
| 1991                 | Carlos Varela En Vivo             |
| 1991                 | Monedas al Aire                   |
| 1995                 | Como los Peces                    |
| 2000                 | Nubes                             |
| 2003                 | Siete                             |
| 2005                 | Los Hijos de Guillermo Tell Vol.1 |
| 2009                 | No es el Fin                      |
| 2019                 | El grito mudo                     |